# Le Groupe Multimédia du Canada
 (décembre 2020).
Si vous disposez d'ouvrages ou d'articles de référence ou si vous connaissez des sites web de qualité traitant du thème abordé ici, merci de compléter l'article en donnant les références utiles à sa vérifiabilité et en les liant à la section « Notes et références ».
Le Groupe Multimédia du Canada (The Multimedia Group of Canada en anglais) est une entreprise de distribution télévisuelle et de vidéocassettes créée en 1981 par la loi fédérale du Canada. 
Alors qu'elle s'appelait Multimédia Audiovisuel inc. jusqu'en 1989, elle avait employé une marque appelée Le Vidéo Club d'Amérique (ou VCA) pour les vidéocassettes. Dès qu'elle est rebaptisée en tant que Groupe Multimédia du Canada, en 1989, la marque Vidéo Club d'Amérique est retirée des tablettes de l'entreprise. La commercialisation des vidéocassettes a continué sous la marque Groupe Multimédia du Canada de 1989 à 2001.